# Band of Brothers (Willie Nelson)
Band of Brothers è un album in studio dell'artista country statunitense Willie Nelson, pubblicato nel 2014.

## Tracce
1. Bring it On (Willie Nelson, Buddy Cannon) – 2:54
2. Guitar in the Corner (Willie Nelson, Buddy Cannon) – 3:56
3. The Wall (Willie Nelson, Buddy Cannon) – 3:29
4. Whenever You Come Around (Vince Gill, Pete Wasner) – 4:13
5. Wives and Girlfriends (Willie Nelson, Buddy Cannon) – 3:02
6. I Thought I Left You (Willie Nelson, Buddy Cannon) – 3:02
7. Send Me a Picture (Willie Nelson, Buddy Cannon) – 3:59
8. Used to Her (Willie Nelson, Buddy Cannon) – 2:47
9. The Git Go (Billy Joe Shaver, Gary Nicholson) – 4:08 – feat. Jamey Johnson
10. Band of Brothers (Willie Nelson, Buddy Cannon) – 2:51
11. Hard to Be an Outlaw (Billy Joe Shaver) – 3:09
12. Crazy Like Me (Dennis Morgan, Shawn Camp, Billy Burnette) – 3:17
13. The Songwriters (Gordie Sampson, Bill Anderson) – 3:16
14. I've Got a Lot of Traveling to Do (Dennis Morgan) – 3:18